# Masztowa
Masztowa – skała we wsi Suliszowice w województwie śląskim, w powiecie myszkowskim, w gminie Żarki. Znajduje się na Wyżynie Częstochowskiej w obrębie Wyżyny Krakowsko-Częstochowskiej.
Marsztowa znajduje się naprzeciwko kapliczki w centrum wsi, przy maszcie telekomunikacyjnym i jest widoczna z drogi biegnącej przez wieś. Jest to zbudowany z twardych wapieni skalistych ostaniec o ścianach połogich, pionowych lub przewieszonych. Ostaniec obrasta drzewami i krzewami, ale ściany wspinaczkowe są odsłonięte z roślinności. W 2020 roku zamontowano na nich stałe punkty asekuracyjne i skała udostępniona została do wspinaczki skalnej. Jest 29 dróg wspinaczkowych o trudności od IV+ do VI.3+ w skali Kurtyki oraz 5 projektów. Niemal wszystkie mają zamontowane ringi (r) i stanowiska zjazdowe (st), tylko na dwóch drogach wspinaczka tradycyjna (trad.).

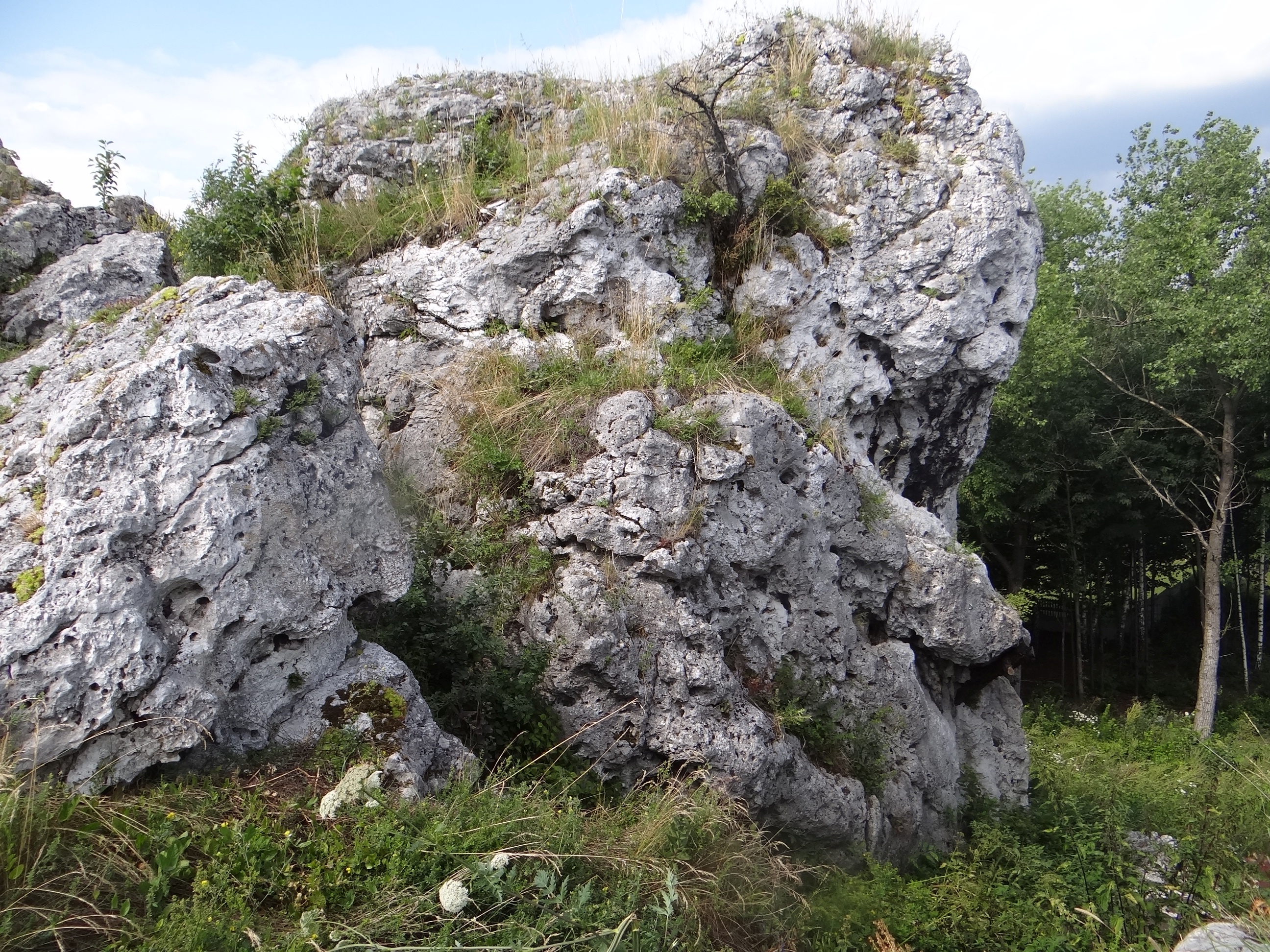
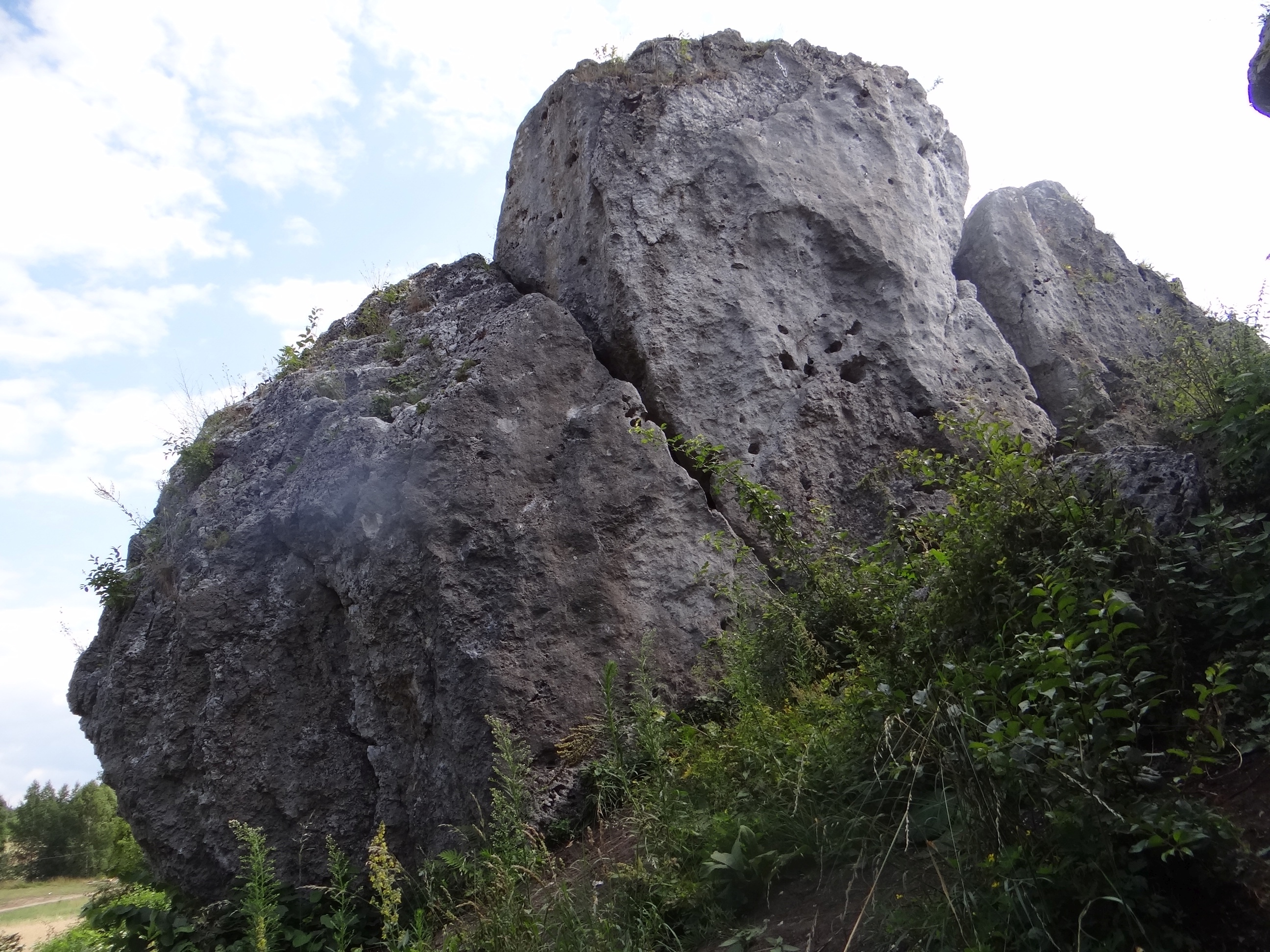
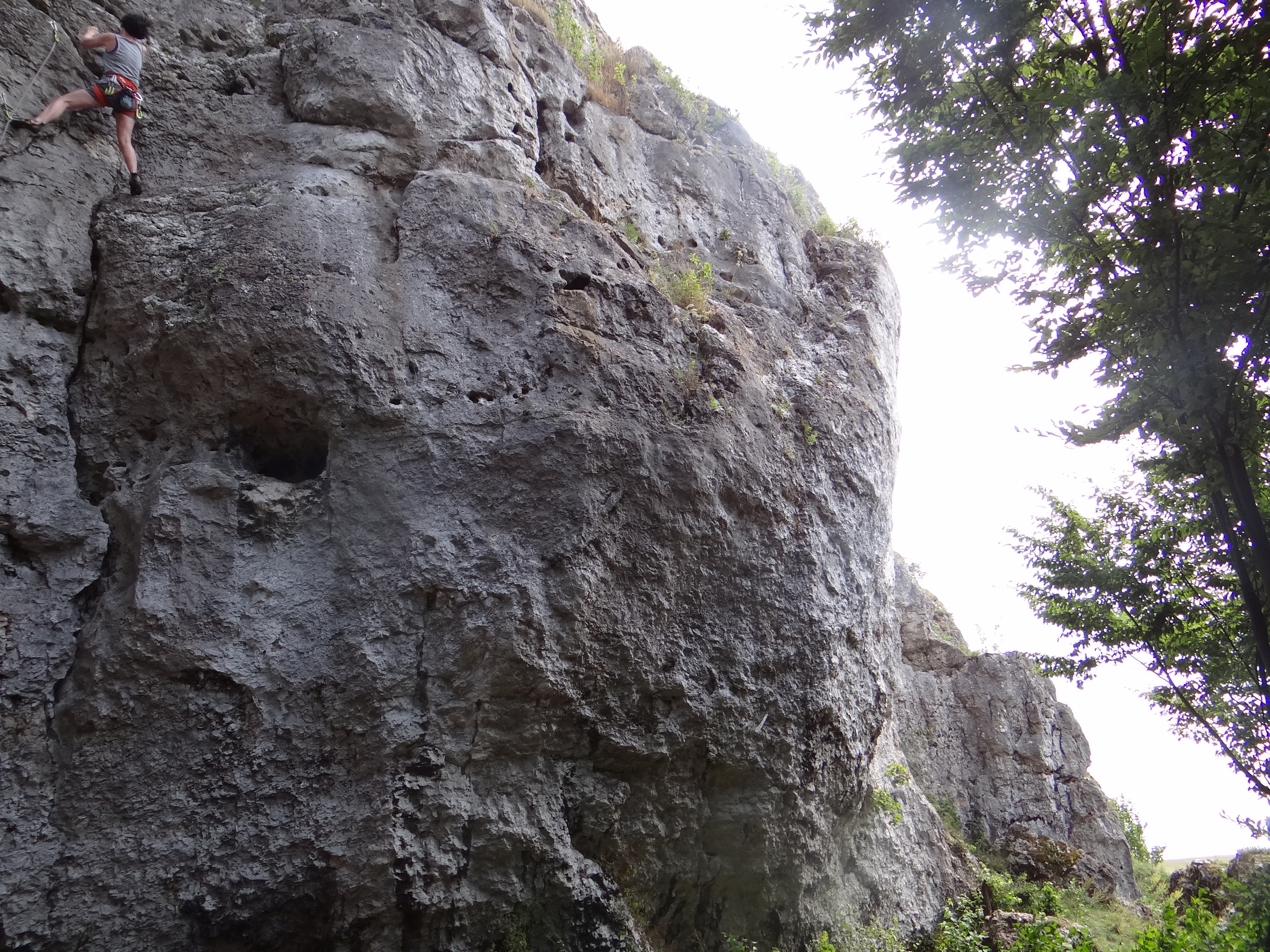
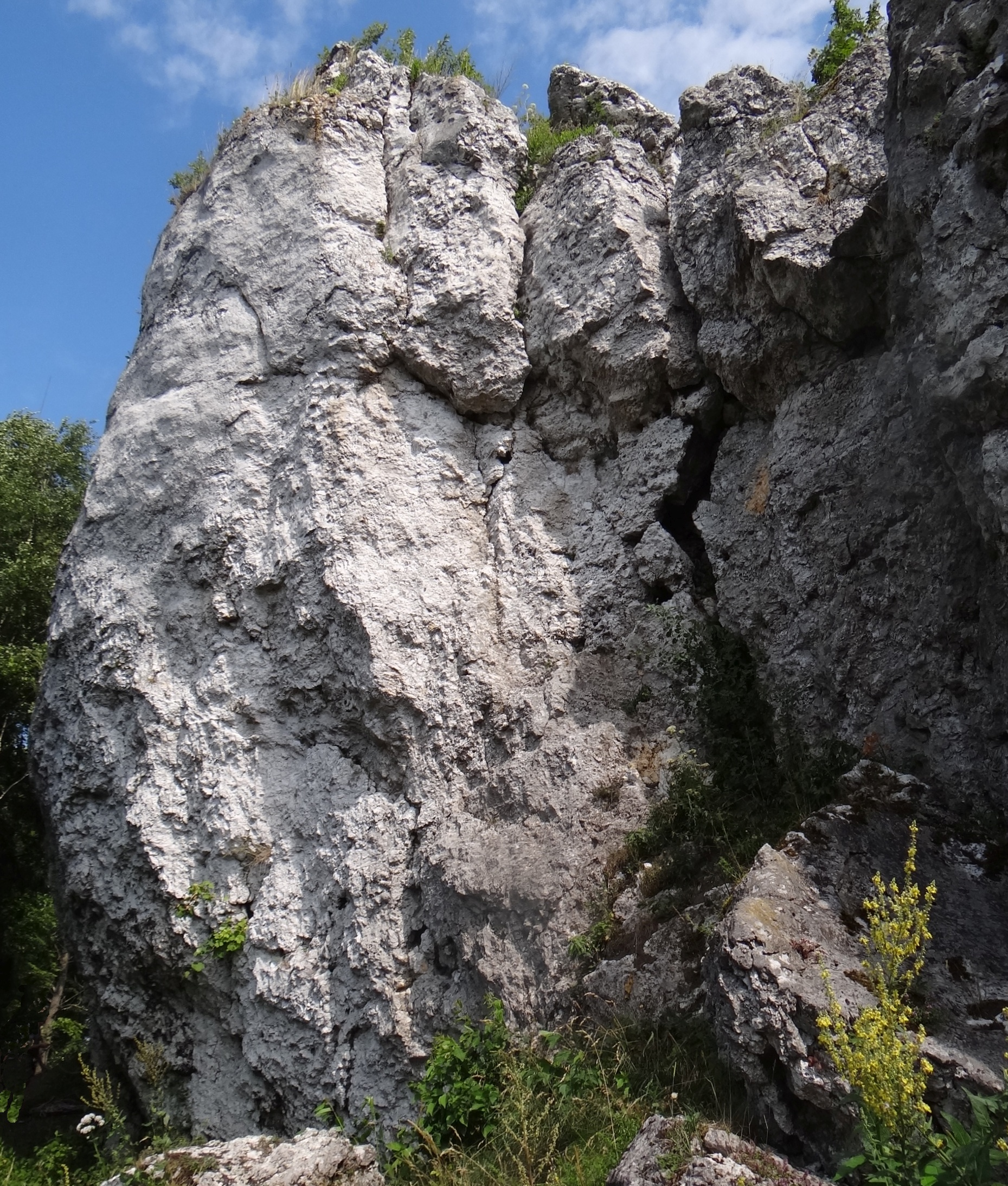
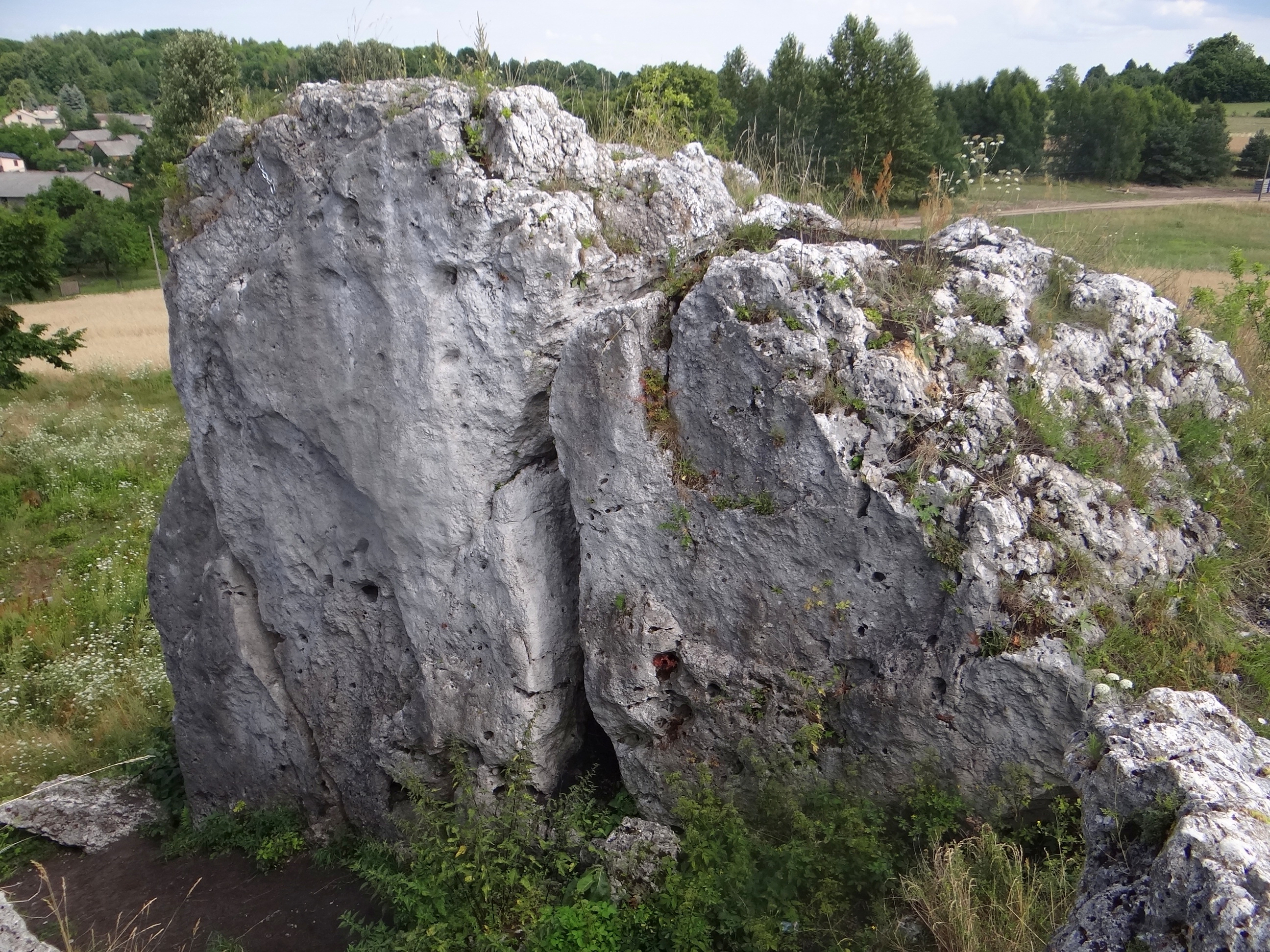
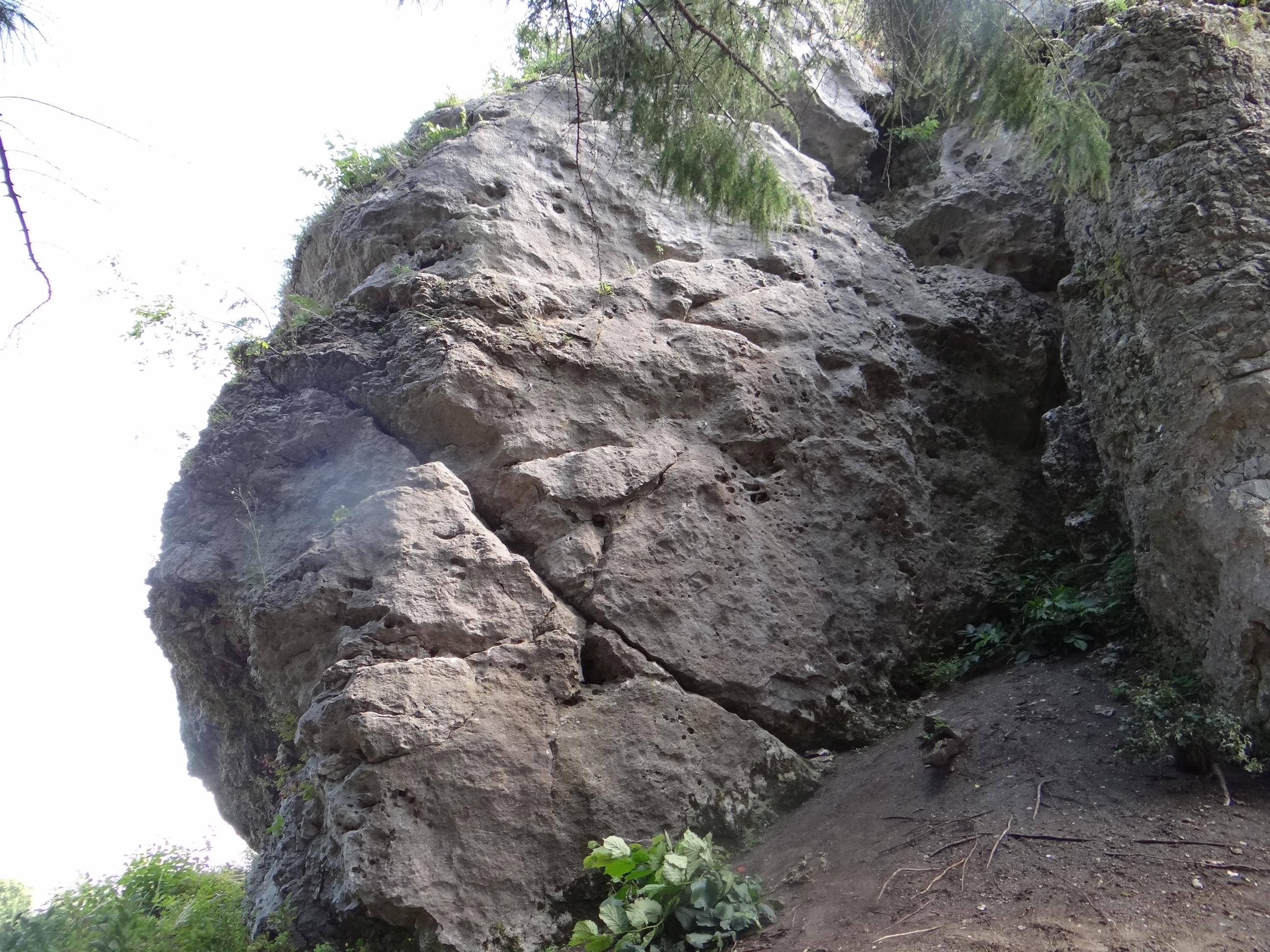

## Drogi wspinaczkowe
1. Kurdupel; V, 2r + st
2. Magdy grabki; VI.2+/VI.3, 3r + st
3. Nie spełnione oczekiwanie; VI+, 3r + st
4. Flaga na maszt; VI.3/3+, 3r + st
5. Podaj ringa; VI.1, 3r + st
6. Ogon jaszczurki; IV+, 2r + st
7. Belak; V, 3r+ st
8. Przyjemne doznanie; VI+, 3r + st
9. Pietruszkowa; VI, 3r + st
10. Tramal; VI.1, 3r + st
11. Kozaczok; V, 3r + st
12. Ekiper ADHD; VI+, 4r + st
13. Wilgotny początek; V+, 3r + st
14. Parch dla Królowej trzmieli, mchu i paproci; IV+, 3r + st
15. Podaj ringa; VI.1, 3r + st
16. Ogon jaszczurki; IV+, 2r + st
17. Adopciaki Moniki; V, 3r + st
18. Skromny i uczciwy; V+, 3r + st)
19. Krew ekipera; VI.1, 3r + st
20. Pół na pół; VI, 2r + st
21. Nad jaskinią; VI+, 2r + st
22. Hilarek; V, 2r + st
23. Pokruszony filar; V+, 4r + st
24. Salon Gigant; VI+, 5r + st
25. Masztowa rysa; V+, trad., st
26. Kwiatki rosną na Marsie; VI, 5r + st
27. Projek; Ruchy na kwadracie; VI.2?
28. Projekt
29. Projekt Picuś; 6.4
30. Projekt otwarty; 5r + st
31. Projekt otwarty; 5r + st
32. Mój przyjaciel niedźwiedź; VI.4, 5r + st
33. Ładne zaciątko; VI, 5r + st
34. Best odciąg; VI+, 5r + st
35. Korzenna; V+, 4r + st
36. Szeroka rysa; IV, trad., st
37. Pierwsza krew; V, 3r + st[1].

W Masztowej znajdują się dwie jaskinie: Jaskinia nad Kapliczką i Schronisko obok Jaskini nad Kapliczką.